# Neoclytus niger
Neoclytus niger là một loài bọ cánh cứng trong họ Cerambycidae.